# Јакоб Рогевен
Јакоб Рогевен (хол. Jacob Roggeveen; Миделбург, 1. фебруар 1659 — Миделбург, 31. јануар 1729) био је холандски истраживач, који је послат да пронађе Теру Аустралис. Уместо тога случајно је пронашао Ускршње острво.
Његов отац, Арент Рогевен, био је математичар са познавањем астрономије, земљописа, као и теорије навигације. Такође је био окупиран проучавањем митског континента Тере Аустралис, те је чак добио печат за истраживачко путовање. Ипак, тек је његов син, у узрату од 62 године, је сакупио три брода и кренуо на експедицију.
Пре него што је отпутовао, водио је врло запослен живот. Дана 30. марта, 1683. године постао је јавни бележник Миделбурга (главног града покрајине Зеланд, где се родио). Докторирао је право 12. августа 1960. године на универзитету у Хардервијку, те радио од 1707. године до 1714. године као „лорд Савета Правде“ (Raadsheer van Justitie) у Батавији (данашњој Џакарти). Године 1715. враћа се у Миделбург.
Учествовао је у верским контроверзама. Подупирући либералног проповедника Понтиаана ван Хатема објавио је летак Пад свјетског идола (De val van 's verelds afgod). Први се део летка појавио 1718. године у Миделбург, након чега бива заплењен са стране градског већа и спаљен. Рогевеен је побегао из Миделбург у оближњи Флусхинг. Након неког времена скрасио се у малом градићу Арнемуиден, те објавио други и трећи део серијала поново подижући контроверзе.
На дан 1. августа отпловио је на своју експедицију, у служби Норвешке Западне Индијске Компаније, у потрази за Тера Аустралисом. Експедиција се састојала од три брода: Аренда, Тиенховена и Африканс Галеј.